# Rhododendron atjehense
Rhododendron atjehense är en ljungväxtart som beskrevs av Herman Otto Sleumer. Rhododendron atjehense ingår i släktet rododendron, och familjen ljungväxter. Inga underarter finns listade i Catalogue of Life.